# Greet Hommes
Greet Hommes (Leeuwarden, ca. 1944) is een Nederlands politica.
In 1978 werd ze lid van de provinciale staten en in 1987 werd ze gedeputeerde voor de PvdA in de provincie Zeeland. Begin 1993 volgde haar benoeming tot burgemeester van de Friese gemeente Nijefurd. Op 1 januari 1998 verwisselden de burgemeesters van Schiermonnikoog en Nijefurd van hun functie; officieel gingen beiden met verlof en werden waarnemend burgemeester in de andere gemeente. De positie van Hans Boekhoven was op Schiermonnikoog door onder andere de zaak rond politiechef René Lancee problematisch geworden waardoor voor deze tijdelijke uitwisseling werd gekozen. De bedoeling was dat ze in april 1999 terug zou komen maar kort daarvoor werd ze al burgemeester van Middelharnis. Ze verlangde ernaar om terug te keren naar zuidwest Nederland en haar eind 2002 overleden man Hannes de Vries kon in de buurt van Middelharnis zijn grote hobby zeilen uitoefenen. Begin 2009 ging ze met pensioen.